# These Foolish Things
These Foolish Things je první sólové studiové album anglického hudebníka Bryana Ferryho. Vydáno bylo v říjnu 1973 společností Island Records a spolu s Ferrym se na jeho produkci podíleli John Porter a John Punter. Na desce se kromě jiných podíleli také Ferryho spoluhráči z kapely Roxy Music – kytarista Phil Manzanera a bubeník Paul Thompson. Deska neobsahuje žádné originální písně, ale výhradně coververze.

## Seznam skladeb
| Pořadí | Název                           | Autor                                       | Délka |
| ------ | ------------------------------- | ------------------------------------------- | ----- |
| 1.     | A Hard Rain's a-Gonna Fall      | Bob Dylan                                   | 5:19  |
| 2.     | River of Salt                   | Irving Brown, Bernard Zackery, Jan Zackery  | 1:48  |
| 3.     | Don't Ever Change               | Gerry Goffin, Carole King                   | 2:15  |
| 4.     | Piece of My Heart               | Jerry Ragovoy, Bert Berns                   | 3:06  |
| 5.     | Baby I Don't Care               | Jerry Leiber, Mike Stoller                  | 1:50  |
| 6.     | It's My Party                   | Walter Gold, John Gluck Jr., Herb Weiner    | 2:00  |
| 7.     | Don't Worry Baby                | Brian Wilson, Roger Christian               | 4:13  |
| 8.     | Sympathy for the Devil          | Mick Jagger, Keith Richards                 | 5:50  |
| 9.     | The Tracks of My Tears          | Smokey Robinson, Warren Moore, Marv Tarplin | 3:04  |
| 10.    | You Won't See Me                | John Lennon, Paul McCartney                 | 2:32  |
| 11.    | I Love How You Love Me          | Barry Mann, Larry Kolber                    | 3:02  |
| 12.    | Loving You Is Sweeter Than Ever | Ivy Jo Hunter, Stevie Wonder                | 3:06  |
| 13.    | These Foolish Things            | Jack Strachey, Eric Maschwitz               | 5:41  |

## Obsazení
- Bryan Ferry – zpěv, klavír
- John Porter – kytara, baskytara
- Phil Manzanera – kytara
- Eddie Jobson – smyčce, klávesy, syntezátor
- Roger Ball – altsaxofon, barytonsaxofon, aranžmá
- Ruan O'Lochlainn – altsaxofon
- Malcolm Duncan – tenorsaxofon
- Henry Lowther – trubka
- David Skinner – klavír
- Paul Thompson – bicí
- John Punter – bicí
- The Angelettes – doprovodné vokály
- Robbie Montgomery – doprovodné vokály
- Jessie Davis – doprovodné vokály